# Шервашидзе, Георгий (1963)
Георгий Шарвашидзе (груз. გიორგი შარვაშიძე; род. 25 апреля 1963, Тбилиси) — грузинский политический деятель. Заместитель министра образования и науки Грузии (10 декабря 2013 — 9 сентября 2016), ректор Тбилисского государственного университета (23 сентября 2016 — 7 октября 2022). С января 2023 года  — чрезвычайный и полномочный посол Грузии в Армении. Член Европейской академии (2017).

## Биография
В 1984 году окончил филологический факультет Тбилисского государственного университета.
С 1983 по 1993 год преподавал в 6-й Тбилисской гимназии; в 1988—1989 годах работал в Министерстве образования, помощник министра; затем — в 1989—1990 годах в Тбилисском государственном университете.
В 1990 году по обмену работал в средней школе города Милуоки (штат Висконсин, США).
В 1991—1994 годах в Министерстве образования, начальник отдела внешних связей; 1994—1996 годах — заместитель министра образования Грузии; 1996—2000 первый заместитель министра.
Участник программ и проектов реформы высшего образования, руководитель международной группы.
23 сентября 2016 года избран ректором Тбилисского государственного университета. 

## Награды
- 2023 — Президентский орден «Сияние»[4]